# خرده‌فرهنگ
خُرده‌فرهنگ(به انگلیسی: Subculture) در دانشِ انسان‌شناسی به ارزش‌ها و هنجارهای متفاوت با ارزش‌ها و هنجارهای گروه اکثریّت گفته می‌شود که یک گروه درون جامعه‌ای بزرگ‌تر داراست. خُرده‌ فرهنگ‌ها قابل شناسایی و تغییر هستند و بیشتر به ارزش‌های گروهِ اقلیت گفته می‌شوند.
به عبارت دیگر، گروهی از مردم که در دل یک فرهنگ بزرگ‌تر قرار دارند اما ارزش‌ها و هنجارهایشان با فرهنگ مادر,متفاوت است خرده فرهنگ نامیده می‌شوند. خرده فرهنگ ها نشان از اصالت اقوام دارد. خُرده‌ فرهنگ‌ها به رغم ارزش‌ها و هنجارهای متمایزشان بعضی از اصول بنیادین فرهنگ مادر را حفظ می‌کنند،
مانند اقلیت های یک جامعه از نظر قوم یا دین. فرهنگ های محلی فرهنگ های یک مجموعه ساختگی می باشند.مانند بسیاری از خرده فرهنگ های ریشه گرفته از موسیقی  یا ساخته شده توسط ویژگی های شخصیت هائی مانند خوره‌ ها  یا دانسته ها و سبک زندگی.مانند بعضی از سبک زندگی های ورزشی بصورت فوق حرفه ای یا افراطی.
نمایان شدن تفاوت بین این جوامع محلی(پاره فرهنگ ها) با جامعه مادر معمولا در طرز لباس پوشیدن ، گویش یا زبان یا ارزش های اجتماعی متبلور میشود.
موسیقی به عنوان یک ابژه فرهنگی یک عامل برای حفظ تمایز و هویت بین پاره فرهنگ هاست و در عصر معاصر به نظر می رسد این فعالترین شکل از موسیقی در بافت های فرهنگی می باشد که از طریق تشخیص تمایز و تفاوت آن ها با سایر آحاد جامعه ، اقدام به باز تولید فرهنگی می کند.

## کنش
خرده فرهنگ که خود انواع مختلف دارد، باعث شکاف در تمایلات ذهنی، سبک زندگی، و ایجاد تغییر در تصویر ظاهر، طرز حرکت و زبان در یک جامعه می‌شود.

## خُرده‌فرهنگِ حجاب پیش و پس از انقلاب
نیره توحیدی، مدیر بخشِ جامعه‌شناسیِ جنسیت و زنان از دانشگاه کالیفرنیا معتقد است پیش از انقلاب، حامیانِ پوششِ چادر یک خُرده‌فرهنگ در جامعهٔ ایران بودند که پس از انقلاب، حکومت را در دست گرفتند و نگرشِ خود را بر کلِ جامعه تعمیم دادند. که با ماجرای کشف حجاب رضا شاه پهلوی و شروع بی حجابی در ایران کاملاً در تناقض است.

### کتابشناسی
- آنتونی گیدنز (۱۳۷۶)، جامعه‌شناسی، ترجمهٔ منوچهر صبوری، تهران: نشر نی، ص. ۲۳۸